# Morris (Minnesota)
Morris – miasto w Stanach Zjednoczonych, w stanie Minnesota, siedziba administracyjna hrabstwa Stevens.